# Nimbochromis
Nimbochromis là một chi cá nhỏ trong Họ Cá Hoàng đế sống tại Hồ Malawi ở Đông Phi. Chúng là các loài cá ăn xác thối.

## Các loài
Có 05 loài được ghi nhận trong chi này
- Nimbochromis fuscotaeniatus (Regan, 1922) (Spothead Hap, Fuscotaeniatus Hap)
- Nimbochromis linni (W. E. Burgess & H. R. Axelrod, 1975)
- Nimbochromis livingstonii (Günther, 1894) (Livingston's Cichlid)
- Nimbochromis polystigma (Regan, 1922)
- Nimbochromis venustus (Boulenger, 1908) (Giraffe Hap, Venustus Hap)